# Grup de la plumbogummita
El grup de la plumbogummita és un grup de minerals que forma part del supergrup de l'alunita. El grup comprèn els membres del supergrup que són fosfats de Ca, Sr, Ba i Pb (tot i que els membres de plom a vegades són assignats al grup de la beudantita). Els membres que formen part del grup de la plumbogummita són:
| Grup de la plumbogummita       |                          |
| Benauita                       | SrFe₃3+(HPO₄,PO₄)₂(OH)₆  |
| Crandal·lita                   | CaAl₃(PO₄)(PO₃OH)(OH)₆   |
| Eylettersita                   | Th0.75Al₃(PO₄)₂(OH)₆     |
| Florencita-(Ce)                | CeAl₃(PO₄)₂(OH)₆         |
| Florencita-(La)                | LaAl₃(PO₄)₂(OH)₆         |
| Florencita-(Nd)                | NdAl₃(PO₄)₂(OH)₆         |
| Florencita-(Sm)                | SmAl₃(PO₄)₂(OH)₆         |
| Gal·loplumbogummita            | Pb(Ga,Al,Ge)₃(PO₄)₂(OH)₆ |
| Gorceixita                     | BaAl₃(PO₄)(PO₃OH)(OH)₆   |
| Goyazita                       | SrAl₃(PO₄)(PO₃OH)(OH)₆   |
| Kintoreïta                     | PbFe₃(PO₄)(PO₃OH)(OH)₆   |
| Kintoreïta-2c                  | PbFe₃3+(PO₄)₂(OH,H₂O)₆   |
| Plumbogummita                  | PbAl₃(PO₄)(PO₃OH)(OH)₆   |
| Springcreekita                 | BaV₃3+(PO₄)₂(OH,H₂O)₆    |
| Waylandita                     | BiAl₃(PO₄)₂(OH)₆         |
| Zaïrita                        | BiFe₃3+(PO₄)₂(OH)₆       |
| Sense nom (Vanadat de Ba i Fe) | Ba, Fe, V, O, H          |

## Galeria

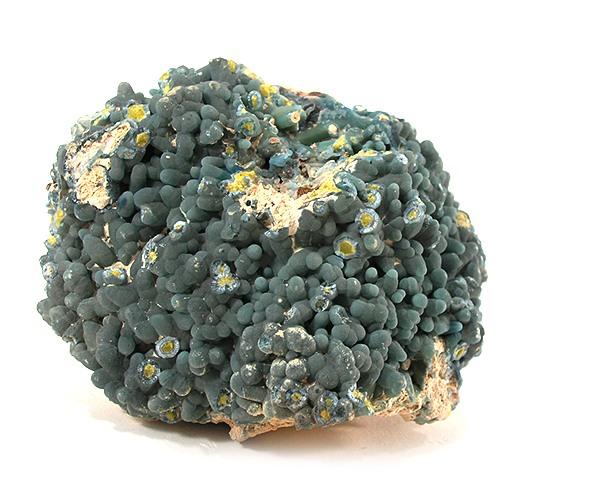
Plumbogummita
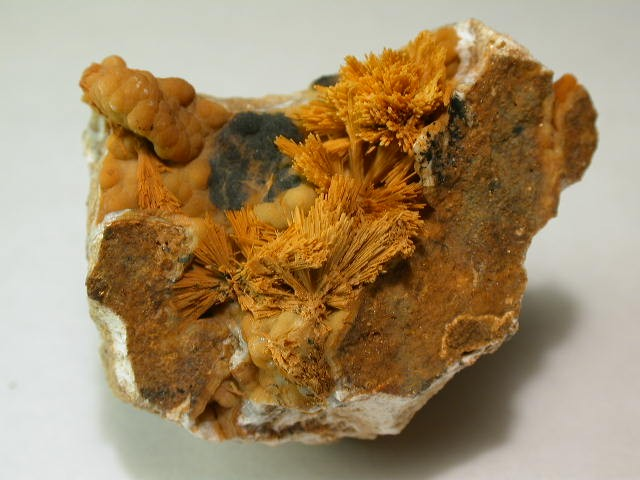
Crandal·lita
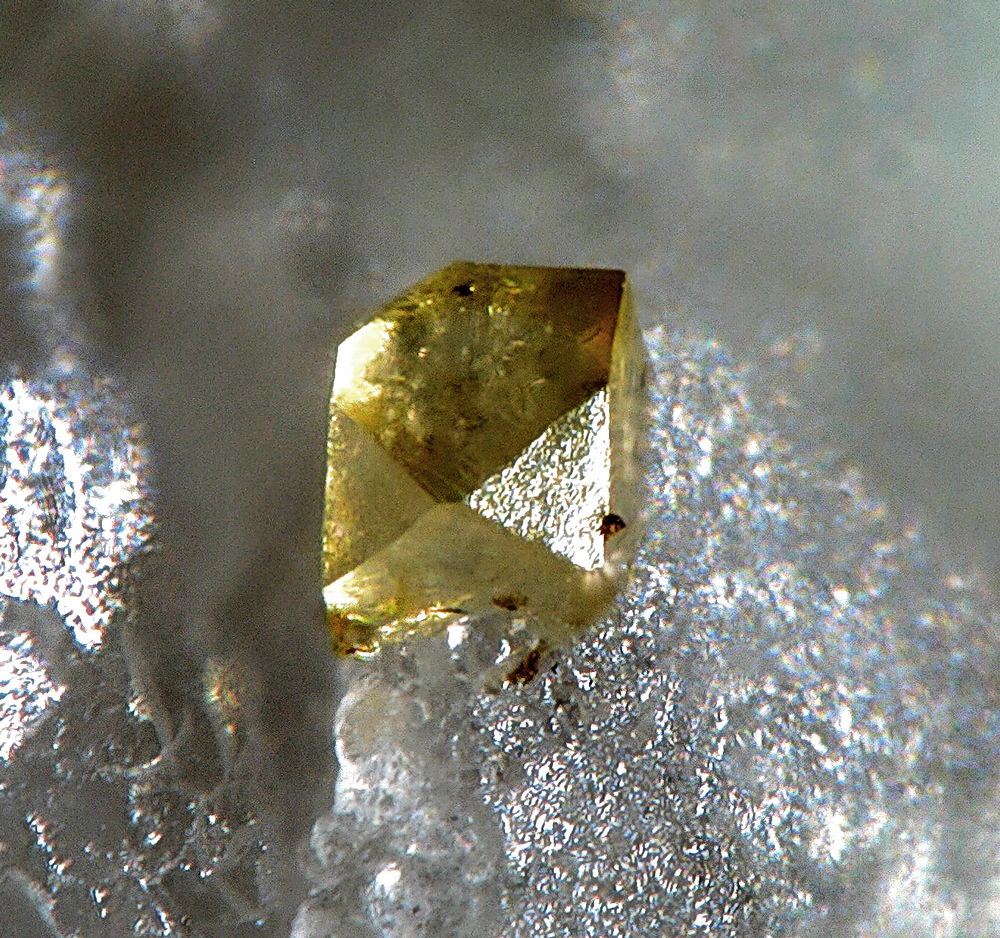
Goyazita